# Nationalpark Nam Tok Sai Khao
Der Nationalpark Nam Tok Sai Khao (Thai: อุทยานแห่งชาติน้ำตกทรายขาว, RTGS: Uthayan Haeng Chat Nam Tok Sai Khao) ist ein Nationalpark in der Südregion von Thailand.

## Geographie
Der Nationalpark liegt in den Landkreisen (Amphoe) Khok Pho der Provinz Pattani, Saba Yoi der Provinz Songkhla sowie Yaha und Mueang Yala der Provinz Yala. Er ist 69,57 km² groß. Er hat eine bergige Topographie, da er inmitten der Sankarakhiri-Berge liegt. In ihm entspringen viele Flüsse, die Zuflüssen des Maenam Thepha (แม่น้ำเทพา - Thepha-Fluss) sind.

## Sehenswürdigkeiten
Im Park gibt es zahlreiche sehenswerte Wasserfälle, wie zum Beispiel
- Nam Tok Sai Khao (Thai: น้ำตกทรายขาว, Weißer-Sand-Wasserfall) – er gab dem Nationalpark seinen Namen. Er fällt über eine Länge von etwa 400 Metern von einem 40 Meter hohen Klippe. Er liegt inmitten eines dichten Waldes
- Nam Tok Aran Warin  (Thai: น้ำตกอรัญวารินทร์) – er fällt aus einer Höhe von 20 Metern in sieben Stufen über eine Länge von etwa 400 Metern
- Nam Tok Phong Phong (Thai: น้ำตกโผงโผง) – aus einer Höhe von 80 Metern fällt das Wasser in sieben Stufen in einen kleinen Teich, der von vielen hohen Bäumen umgeben ist

Es wurde auch ein Wanderweg angelegt, den „Sankarakhiri Mountain Trekking Trail“, der Touristen die Fauna und Flora des Parks erläutert.